# Engenho Noruega
O Engenho Noruega, antigo Engenho dos Bois, foi um engenho de açúcar localizado no município de Escada, na Zona da Mata do estado de Pernambuco, Brasil. Pertenceu à família Pontual de Arruda Falcão.
Sua casa-grande, uma das mais significativas e imponentes de Pernambuco, ganhou ilustração do artista plástico Cícero Dias para o clássico livro Casa-Grande & Senzala, de Gilberto Freyre.

## Características
Para Gilberto Freyre, a casa-grande do Engenho Noruega, "cheia de salas, quartos, corredores, duas cozinhas de convento, despesa capela, puxadas", parecia expressão sincera e completa do patriarcalismo absorvente dos tempos coloniais.